# He Liked to Feel It
He Liked to Feel It è un singolo dei Crash Test Dummies estratto dall'album A Worm's Life nel 1996.
Inizialmente il singolo salì al secondo posto in Canada. Tuttavia, non entrò in classifica nel resto del mondo, forse a causa del suo video che suscitò molte polemiche.

## Tracce
1. He Liked to Feel It – 3:45

## Il video
Nel video ci sono i Dummies che suonano sul tetto di un grattacielo di New York mentre un ragazzino tenta, con metodi poco ortodossi, di staccare i propri denti cariati (ad esempio attaccando il dente a una gru). Alla fine del video, il padre del ragazzino gli stacca l'ultimo dente con delle enormi tenaglie.
A quell'epoca il video era molto controverso, infatti su MTV vennero censurate otto scene.

## Classifiche
| Classifica (1996)                | Posizione massima |
| -------------------------------- | ----------------- |
| Billboard Canadian Singles Chart | 2                 |